# Culètre
Culètre ist eine französische Gemeinde mit 101 Einwohnern (Stand: 1. Januar 2022) im Département Côte-d’Or in der Region Bourgogne-Franche-Comté. Sie gehört zum Kanton Arnay-le-Duc und zum Arrondissement Beaune.
Nachbargemeinden sind Longecourt-lès-Culêtre im Nordwesten, Cussy-le-Châtel im Nordosten, Painblanc und Auxant im Osten, Veilly im Südosten und Foissy im Südwesten. 

## Bevölkerungsentwicklung
| Jahr                       | 1962 | 1968 | 1975 | 1982 | 1990 | 1999 | 2008 | 2016 |
| -------------------------- | ---- | ---- | ---- | ---- | ---- | ---- | ---- | ---- |
| Einwohner                  | 117  | 108  | 85   | 70   | 67   | 51   | 73   | 96   |
| Quellen: Cassini und INSEE |      |      |      |      |      |      |      |      |